# París-Roubaix 1974
La 72.ª edición de la París-Roubaix tuvo lugar el 7 de abril de 1974 y fue ganada en solitario por segunda vez por el belga Roger De Vlaeminck.

## Clasificación final
| Posición | Ciclista            | Equipo                         | Tiempo     |
| -------- | ------------------- | ------------------------------ | ---------- |
| 1        | Roger De Vlaeminck  | Brooklyn                       | 7h 17' 26" |
| 2        | Francesco Moser     | Filotex                        | + 57"      |
| 3        | Marc Demeyer        | Carpenter-Confortluxe-Flandria | + 1' 24"   |
| 4        | Eddy Merckx         | Molteni                        | m. t.      |
| 5        | Eric Leman          | M.i.c.-De Gribaldy-Ludo        | m. t.      |
| 6        | André Dierickx      | Merlin Plage-Shimano-Flandria  | m. t.      |
| 7        | Freddy Maertens     | Carpenter-Confortluxe-Flandria | + 4' 26"   |
| 8        | Herman Van Springel | M.i.c.-De Gribaldy-Ludo        | m. t.      |
| 9        | Herman Vrijders     | M.i.c.-De Gribaldy-Ludo        | m. t.      |
| 10       | Michel Périn        | Gan-Mercier-Hutchinson         | m. t.      |